# Lilli Kay
Lilli Kay (Nueva York, 18 de marzo de 1996) es una actriz estadounidense. Es conocida por su papel de Sofia "Fia" Baxter en la serie de Showtime Your Honor.

## Biografía
Kay nació en Brooklyn, un distrito de la ciudad de Nueva York. Asistió a la escuela Wildwood y a la escuela Thacher en California. Kay se graduó en 2017 de la Universidad Carnegie Mellon en Pittsburgh, Pensilvania, con una licenciatura en Bellas Artes en Actuación y Drama.

## Filmografía
| Año       | Título                          | Papel              | Notas                           |
| --------- | ------------------------------- | ------------------ | ------------------------------- |
| 2018      | Paterno                         | Dori               |                                 |
| 2019      | Madam Secretary                 | Ruby               | Episodio: "The New Normal"      |
| 2019      | Chambers                        | Penelope Fowler    | Reparto principal; 10 episodios |
| 2020-2023 | Your Honor                      | Sofia "Fia" Baxter | Reparto principal               |
| 2022      | August at Twenty-Two            | Emily Walker       |                                 |
| 2022      | Yellowstone                     | Clara Brewer       | Elenco recurrente               |
| 2023      | Rustin                          | Rachelle           |                                 |
| 2024      | The Luckiest Man in America     |                    |                                 |
| TBA       | Untitled Jason Keller TV series |                    | AppleTV+ series                 |
| TBA       | For Worse                       | Tina               |                                 |
| TBA       | The Heiress                     | Christina Onassis  | Cortometraje                    |